# Indigastrum burkeanum
Indigastrum burkeanum là một loài thực vật có hoa trong họ Đậu. Loài này được (Harv.) Schrire mô tả khoa học đầu tiên.